# Ingatorps landskommun
Ingatorps landskommun var tidigare en kommun i Jönköpings län.

## Administrativ historik
När 1862 års kommunalförordningar trädde i kraft den 1 januari 1863 inrättades i Sverige cirka 2 400 landskommuner samt 89 städer och ett mindre antal köpingar.
Då inrättades i Ingatorps socken i Södra Vedbo härad i Småland denna kommun.
Vid kommunreformen 1952 bildade den storkommun genom sammanläggning med den tidigare kommunen Bellö.
1971 upplöstes kommunen genom sammanläggning med nybildade Eksjö kommun.
Kommunkoden var 0601.

### Kyrklig tillhörighet
I kyrkligt hänseende tillhörde kommunen Ingatorps församling. Den 1 januari 1952 tillkom Bellö församling. Dessa slog ihop 2005 att bilda Ingatorp-Bellö församling.

## Geografi
Ingatorps landskommun omfattade den 1 januari 1952 en areal av 189,22 km², varav 177,79 km² land. Efter nymätningar och arealberäkningar färdiga den 1 januari 1957 omfattade landskommunen den 1 november 1960 en areal av 190,57 km², varav 179,28 km² land.

### Tätorter i kommunen 1960
| Tätort    | Folkmängd |
| --------- | --------- |
| Ingatorp  | 599       |
| Bruzaholm | 513       |
| Hjältevad | 386       |

Tätortsgraden i kommunen var den 1 november 1960 56,4 procent.

## Politik

### Mandatfördelning i valen 1938–1966
| 10 | 10 | 1 | 3 |

| 24 |

| 12 | 2 | 9 | 1 |

| 24 |

| 9 | 9 | 3 | 3 |

| 24 |

| 12 | 14 | 4 |

| 30 |

| 12 | 12 | 5 |  |

| 27 |

| 11 | 7 | 10 | 2 |

| 29 |

| 12 | 12 | 4 | 2 |

| 28 |

| 10 | 11 | 5 | 2 | 2 |

| 26 |